# José Luis Bilbao
José Luis Bilbao Eguren (Bilbao, Vizcaya; 24 de enero de 1957) es un economista y político español. 
Fue el presidente del Tribunal Vasco de Cuentas Públicas hasta el año 2021. 
Anteriormente desempeñó el cargo de diputado general de Vizcaya entre 2003 y 2015 (presidente de la Diputación Foral De Vizcaya), sucedido por Unai Rementeria. También fue juntero de las Juntas Generales de Vizcaya, el parlamento foral de Vizcaya, durante más de veinte años.

## Biografía
Nació en el seno de una familia nacionalista vasca del barrio de Matico, en Bilbao. Licenciado en Ciencias Económicas por la Universidad del País Vasco. Afiliado al Partido Nacionalista Vasco desde 1976, fue en sus inicios responsable de la organización juvenil del partido, Euzko Gaztedi Indarra (EGI).

## Carrera política
Fue elegido miembro de las Juntas Generales de Vizcaya por el PNV en las elecciones forales de 1983. Desde entonces ha desempeñado diferentes responsabilidades en la administración pública, particularmente en el ámbito de la Diputación Foral de Vizcaya. Desde director de Presupuestos y Finanzas, hasta diputado de Presidencia, pasando por secretario general del diputado general, diputado de Agricultura o de Promoción Económica, y presidente del Consorcio de Transportes de Vizcaya.
Durante la última legislatura de Josu Bergara como diputado General de Vizcaya (1999-2003), José Luis Bilbao estuvo trabajando internamente en el partido su candidatura a sucederle. Poco conocido por el electorado pero bien relacionado con Iñigo Urkullu, quien entonces había sucedido al histórico Luis María Retolaza como hombre fuerte de la ejecutiva vizcaína del PNV, la que concentra el 80 % de la militancia del partido, Bilbao se impuso a otros nombres como José Ángel Corres, Karmelo Sáinz de la Maza, alcalde de Lejona, o Juan Luis Laskurain, exdiputado foral de Hacienda y expresidente del Tribunal Vasco de Cuentas, que también aspiraban a suceder a Bergara.

## Diputado general de Vizcaya
En las elecciones a Juntas Generales de Vizcaya de 2003, la candidatura encabezada por José Luis Bilbao superó los resultados obtenidos por Josu Bergara cuatro años antes, alcanzando la mayoría absoluta. Así, Bilbao tomó posesión bajo el árbol de Guernica como el cuarto diputado general de Vizcaya desde la restauración de la democracia. Fue reelegido en 2007, y en este segundo mandato formó un gobierno foral monocolor (PNV) sin el apoyo de Eusko Alkartasuna.
Para su segundo periodo prometió adelantar en cinco años la totalidad de prestaciones marcadas en la Ley de la Dependencia, precisando que, si en España se cumplirá en el 2015, en Vizcaya estarán vigentes en 2010. Prometió apoyar todas las iniciativas en materia de vivienda protegida promovidas por los ayuntamientos, y acordar con estos promociones conjuntas, en previsión de un Segundo Plan Foral de Vivienda, para la construcción de 3000 nuevas viviendas con una superficie media de 80-90 metros cuadrados.
El 28 de junio de 2011, fue nuevamente elegido diputado general de Vizcaya con los votos de los 22 los junteros del PNV, la abstención de PSOE y PP. EH Bildu presentó a su propia candidata. En su discurso de investidura, anunció una legislatura austera en donde se mantendrían, no obstante, un conjunto de inversiones en materia de infraestructuras viarias. Una promesa programática que en el primer trimestre de 2012 hubo de ser replanteada como consecuencia del impacto que la crisis económica afecta a Vizcaya. Estos recortes motivaron la respuesta de los partidos de la oposición en la Juntas Generales de Vizcaya . Además, en las redes sociales mantiene un perfil público en Facebook, en el que ciudadanos afectados por los recortes mostraron su disconformidad con la decisión tomada por el diputado general. Como consecuencia de esas muestras de desacuerdo, su perfil dejó de aceptar comentarios en el muro del mismo a partir del 13 de febrero de 2011.

## Influencia en el PNV
Forma parte de los llamados jobubis -jóvenes burukides vizcaínos- que conforman «la guardia pretoriana» de Iñigo Urkullu, junto con Joseba Aurrekoetxea e Iñaki Goikoetxea -miembros del Euzkadi Buru Batzar-, Andoni Ortuzar -presidente del Euzkadi Buru Batzar y, anteriormente, del Bizkai Buru Batzar- en cargos orgánicos, o Koldo Mediavilla (miembro del EBB) y Aitor Esteban (Congreso de los Diputados en Madrid) en el flanco institucional.

## Vida privada
José Luis Bilbao habla euskera, castellano y tiene conocimientos básicos de francés. En el ámbito privado es socio del Athletic Club, del Berango Futbol Taldea y de la Fundación Ciclista Euskadi. Está casado, tiene tres hijos y actualmente vive en Guecho.